# Sauzignac
Der Sauzignac ist ein kleiner Fluss in Frankreich, der im Département Loire-Atlantique in der Region Pays de la Loire verläuft. Er entspringt unter dem Namen Ruisseau du Paradel im Gemeindegebiet von La Meilleraye-de-Bretagne, entwässert generell Richtung Westnordwest und mündet nach rund 19 Kilometern an der Gemeindegrenze von Jans und Nozay als linker Nebenfluss in den Don. In seinem Mittelabschnitt quert der Sauzignac die Bahnstrecke Nantes–Châteaubriant.

## Orte am Fluss
(Reihenfolge in Fließrichtung)
- La Corbière, Gemeinde La Meilleraye-de-Bretagne
- Le Houx, Gemeinde Abbaretz
- La Gordardais, Gemeinde Abbaretz
- Le Paradel, Gemeinde Abbaretz
- Cavalan, Gemeinde Treffieux
- Le Pont d’Inde, Gemeinde Abbaretz
- L’Union, Gemeinde Nozay
- Sauzignac, Gemeinde Jans
- Cardunel, Gemeinde Nozay
- L’Onglée, Gemeinde Jans